# Nogometni Klub Inter Zaprešić
Il Nogometni Klub Inter Zaprešić, meglio noto come Inter Zaprešić, è una società calcistica croata con sede nella città di Zaprešić.
Milita in JŽNL Regione di Zagabria, la sesta divisione del campionato croato.

## Storia
Fondato nel 1929, fu conosciuto come Jugokeramika, nome derivante dallo sponsor del club. Nel 1990, con la disgregazione della Repubblica di Jugoslavia, la Jugokeramika assunse il nome di INKER (INdustrija KERamike) e stessa sorte ha il locale club calcistico che venne rinominato NK Inker Zaprešić. Nel 2003 la Inker, per via di una pesante ristrutturazione aziendale, ridusse considerevolmente i propri interessi nel club, che assunse la denominazione attuale.
Tra i club fondatori della Prva HNL, fino al 2006 ha militato sempre nella massima serie, ottenendo anche la vittoria della Coppa di Croazia 1992 che però, a causa della mancata affiliazione della Federazione Croata all'UEFA, non le consentì di accedere alla Coppa delle Coppe.
Dopo due stagioni nella serie cadetta, nella stagione 2015-2016, in prima divisione, si è classificato al quinto posto. Nel 2019-2020 si è piazzato all'ultimo posto, retrocedendo in seconda serie.
Il 21 luglio 2022 a seguito di problemi di natura finanziari il club si ritira dalla 1.NL.
Il 25 luglio 2022 viene fondata una nuova società, NK Inker Zaprešić, che conta 14 squadre giovanili.

## Strutture

### Stadio
Lo stadio Ivan Laljak-Ivić ha una capacità di 4 500 spettatori.

## Palmarès

### Competizioni nazionali
- Coppa di Croazia: 1

1991-1992
- Slobodna Hrvatska: 1

1991
- Druga hrvatska nogometna liga: 2

2006-2007, 2014-2015

### Altri piazzamenti
- Campionato croato:

Secondo posto: 2004-2005
- Coppa di Croazia:

Semifinalista: 1992-1993, 2018-2019
- Supercoppa di Croazia:

Finalista: 1992
- Druga hrvatska nogometna liga:

Terzo posto: 2013-2014

## Organico
Rosa 2023-2024
| N. |                    | Ruolo | Calciatore      |
| -- | ------------------ | ----- | --------------- |
| 1  | Croazia (bandiera) | P     | Bruno Lukic     |
| 2  | Croazia (bandiera) | D     | Loren Novosel   |
| 3  | Croazia (bandiera) | C     | David Ivankić   |
| 4  | Croazia (bandiera) | D     | Mihael Sinko    |
| 5  | Croazia (bandiera) | D     | Marko Ćosić     |
| 6  | Croazia (bandiera) | D     | Vinko Brumen    |
| 7  | Croazia (bandiera) | A     | Agostino Bratić |
| 8  | Croazia (bandiera) | C     | Martin Vidak    |
| 9  | Croazia (bandiera) | A     | Filippo Soldo   |
| 10 | Camerun (bandiera) | D     | Patrice Kwedi   |
| 11 | Croazia (bandiera) | A     | Nikola Štok     |
| 12 | Croazia (bandiera) | P     | Ivo Guljelmović |
| 13 | Croazia (bandiera) | D     | Donald Geršak   |

| N. |                    | Ruolo | Calciatore                |
| -- | ------------------ | ----- | ------------------------- |
| 14 | Croazia (bandiera) | D     | Mario Landripet           |
| 17 | Croazia (bandiera) | D     | Danijel Jakolic           |
| 18 | Croazia (bandiera) | D     | Gordan Barić              |
| 19 | Croazia (bandiera) | C     | Denis Strize              |
| 20 | Croazia (bandiera) | C     | Leonardo Sepak            |
| 21 | Croazia (bandiera) | D     | Jan Antolić               |
| 22 | Croazia (bandiera) | C     | Lucas Vnučec              |
| 24 | Croazia (bandiera) | C     | Tomislav Šarić (Capitano) |

### Rosa 2019-2020
Aggiornata all'11 agosto 2019.
| N. |                     | Ruolo | Calciatore          |
| -- | ------------------- | ----- | ------------------- |
| 1  | Croazia (bandiera)  | P     | Ivan Kelava         |
| 4  | Croazia (bandiera)  | D     | Damir Grgić         |
| 5  | Serbia (bandiera)   | D     | Ivan Tatomirović    |
| 6  | Croazia (bandiera)  | D     | Ivan Nekić          |
| 7  | Croazia (bandiera)  | C     | Igor Postonjski     |
| 8  | Croazia (bandiera)  | C     | Frano Mlinar        |
| 9  | Camerun (bandiera)  | A     | William Tchuameni   |
| 10 | Bulgaria (bandiera) | C     | Borislav Conev      |
| 11 | Croazia (bandiera)  | A     | Ivan Mamut          |
| 13 | Croazia (bandiera)  | D     | Ivan Čeliković      |
| 16 | Croazia (bandiera)  | D     | Tomislav Haramustek |
| 17 | Germania (bandiera) | D     | Stjepan Vego        |
| 22 | Croazia (bandiera)  | D     | Jurica Buljat       |

| N. |                                 | Ruolo | Calciatore         |
| -- | ------------------------------- | ----- | ------------------ |
| 24 | Serbia (bandiera)               | D     | Milan Savić        |
| 25 | Croazia (bandiera)              | C     | Tomislav Mazalović |
| 26 | Croazia (bandiera)              | D     | Antonio Bosec      |
| 28 | Russia (bandiera)               | A     | Serder Serderov    |
| 31 | Croazia (bandiera)              | A     | Josip Mitrović     |
| 33 | Croazia (bandiera)              | D     | Tomislav Valentić  |
| 34 | Croazia (bandiera)              | C     | Juraj Ljubić       |
| 35 | Croazia (bandiera)              | P     | Mladen Matković    |
|    | Slovenia (bandiera)             | P     | Ziga Frelih        |
|    | Bosnia ed Erzegovina (bandiera) | D     | Marin Galić        |
|    | Croazia (bandiera)              | D     | Gordan Barić       |
|    | Croazia (bandiera)              | C     | Marin Zulim        |
|    | Croazia (bandiera)              | C     | Ante Spoljarić     |

### Staff tecnico
- Allenatore:  Tomislav Gondžić
- Vice-Allenatore:  Branko Lađević
- Coordinatore Vivaio:  Srećko Bogdan

### Rosa 2017-2018
| N. |                    | Ruolo | Calciatore          |
| -- | ------------------ | ----- | ------------------- |
| 1  | Croazia (bandiera) | C     | Ivan Blažević       |
| 3  | Croazia (bandiera) | D     | Petar Mamić         |
| 5  | Croazia (bandiera) | D     | Hrvoje Čale         |
| 6  | Croazia (bandiera) | D     | Mislav Komorski     |
| 7  | Croazia (bandiera) | C     | Igor Postonjski     |
| 8  | Croazia (bandiera) | C     | Andrea Ottochian    |
| 9  | Croazia (bandiera) | A     | Vlatko Blažević     |
| 10 | Croazia (bandiera) | P     | Krševan Santini     |
| 11 | Croazia (bandiera) | C     | Dejan Mezga         |
| 12 | Croazia (bandiera) | P     | Ante Mrmić          |
| 13 | Croazia (bandiera) | D     | Mato Grgić          |
| 14 | Croazia (bandiera) | A     | Tin Vukmanić        |
| 16 | Croazia (bandiera) | D     | Tomislav Haramustek |
| 17 | Croazia (bandiera) | D     | Filip Fumić         |
| 18 | Serbia (bandiera)  | A     | Komnen Andrić       |
| 19 | Croazia (bandiera) | A     | Marin Zulim         |

| N. |                                 | Ruolo | Calciatore         |
| -- | ------------------------------- | ----- | ------------------ |
| 22 | Ghana (bandiera)                | C     | Obeng Regan        |
| 23 | Croazia (bandiera)              | C     | Mario Brlečić      |
| 24 | Croazia (bandiera)              | C     | Lovre Čirjak       |
| 25 | Croazia (bandiera)              | C     | Tomislav Šarić     |
| 26 | Croazia (bandiera)              | D     | Antonio Bosec      |
| 27 | Croazia (bandiera)              | C     | Nikola Rak         |
| 28 | Croazia (bandiera)              | C     | Tomislav Mazalović |
| 29 | Croazia (bandiera)              | C     | Frane Šiljić       |
| 32 | Croazia (bandiera)              | A     | Marko Bencun       |
| 33 | Croazia (bandiera)              | C     | Ivan Tomičić       |
|    | Croazia (bandiera)              | D     | Vedran Dalić       |
|    | Albania (bandiera)              | D     | Herdi Prenga       |
|    | Germania (bandiera)             | D     | Khaled Mesfin      |
|    | Croazia (bandiera)              | A     | Tomislav Bosec     |
|    | Bosnia ed Erzegovina (bandiera) | P     | Kenan Topolović    |